# Panenka (productiehuis)
Panenka is een Vlaams televisieproductiehuis gevestigd in Antwerpen dat tv-programma’s realiseert sinds de zomer van 2014. Tom Lenaerts en Kato Maes richtten het op nadat Lenaerts in juni 2014 bekendmaakte dat hij Woestijnvis zou verlaten. Panenka won reeds verschillende internationale prijzen. 

## Medewerkers
Tom Lenaerts werkte jarenlang voor Woestijnvis, en was van daaruit een van de bedenkers van programma's als De Mol en De Pappenheimers. Hij schreef en regisseerde bovendien de reeksen De Parelvissers (één) en Met Man en Macht (VIER). Kato Maes was medeoprichter en partner van productiehuis Caviar. Ze was er als executive producer betrokken bij de realisatie van verschillende fictiereeksen en films, zoals De Smaak van De Keyser (één) en Dirty Mind.
Ook Bart Cannaerts en Tom Baetens werken bij Panenka. In 2007 won Cannaerts de Humo’s Comedy Cup en werd hij over heel Vlaanderen bekend als stand-upcomedian. Hij was later samen met Tom Baetens een van de oprichters van productiehuis Shelter. Ze vielen in de prijzen met Benidorm Bastards en Wat Als?. Beide programma’s bezorgden hen  een International Emmy voor Beste Comedy.

## Programma's
In juni 2015 maakte Eén bekend dat het vanaf 13 september 2015 Kalmte Kan U Redden zou uitzenden, een zondagavondquiz gepresenteerd door Tom Lenaerts en ontwikkeld door Panenka. In de quiz speelden de kandidaten tegen hun eigen hartslag, bewaakt door een hartslagmeter. 
Tussen 2015 en 2023 zond Canvas vier weekavonden per week Winteruur uit waarin Wim Helsen een gast ontvangt die een tekst brengt die hem of haar geraakt heeft. In februari 2016 werd ook Een Kwestie van geluk, een tiendelige docu-reeks over Borgerhout en Antwerpen-Noord uitgezonden op één.  
Ook CLINCH! werd in februari 2016 uitgezonden op Canvas, een zesdelige tragikomische reeks van Roy Aernouts en Herwig Ilegems met hoofdrollen van Roy Aernouts zelf, Wim Helsen en Nico Sturm. In de zomermaanden van 2016, 2017, 2018, 2019, 2020 en 2021 was het spelprogramma Switch op televisie met als presentator Adriaan Van den Hoof. In de zomer van 2022 nam Fien Germijns de rol over als presentator van Adriaan Van den Hoof
En in januari 2018 was er ook nog Taboe, een programma van Philippe Geubels waarin hij lacht met mensen waar je eigenlijk niet om mag lachen. Het programma werd in 2019 genomineerd voor de International Emmy Awards in de categorie Non Scripted Reality. In december 2021 startte de tweede reeks van Taboe, eveneens op Eén.
Het productiehuis tekende ook met Eén een overeenkomst voor de productie van Over Water, een tiendelige dramareeks van Paul Baeten Gronda en Tom Lenaerts.  Begin 2020 verscheen ook het tweede seizoen van Over Water op televisie. 
In maart 2019 was Therapie op Canvas, een achtdelige reeks die binnen kijkt in de intieme ruimte van de therapeut en zijn cliënt.

## Producties
- Kalmte Kan U Redden (2015-2018)
- Winteruur (2015-heden)
- Een kwestie van geluk (2016)
- CLINCH! (2016)
- Switch (2016-heden)
- Taboe (2018-heden)
- Over Water (2018-2020)
- Therapie (2019)
- Popquiz (2021)
- Twee zomers (2022)
- De dag van vandaag (2022 - heden)
- De jaren 80 voor tieners (2022)
- De jaren 90 voor tieners (2023)
- Een jaar op zee (2023)
- Zomeravonden (2023)
- Waarom wachten (2023,2024)
- De Columbus (2024)